# Lori papou
Charmosyna papou
Espèce
Statut de conservation UICN

 LC  : Préoccupation mineure
Statut CITES
Le Lori papou (Charmosyna papou) est une espèce d'oiseaux appartenant à la famille des Psittaculidae. 
Cet oiseau est endémique de la péninsule de Doberai (Nouvelle-Guinée).

## Description

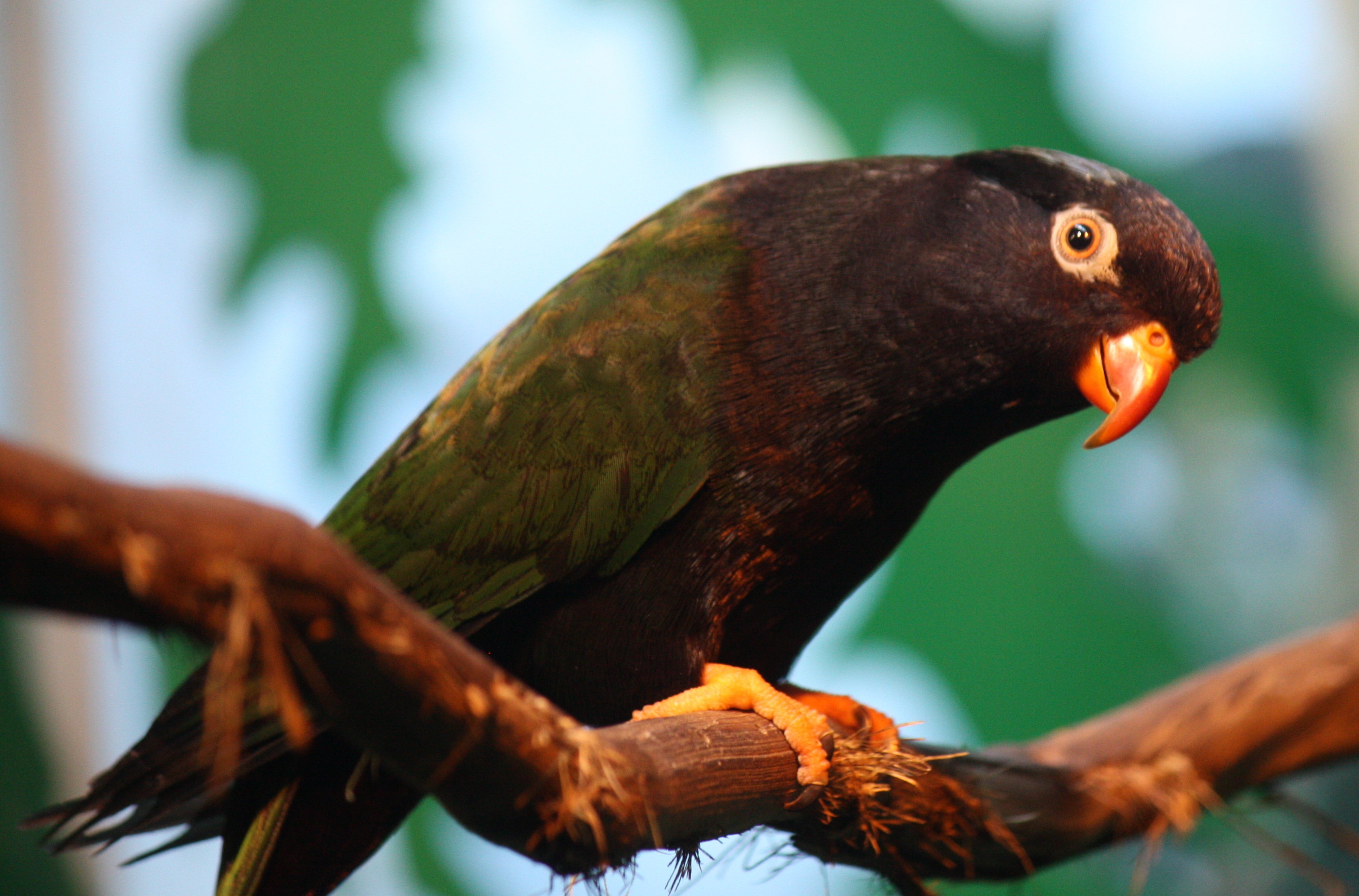
phase mélanique

Cet oiseau mesure environ 42 cm (dont environ 25 cm pour les deux rectrices médianes). Son plumage présente une dominante rouge avec le dos et les ailes vert foncé. Le sommet de la tête est noir bigarré de bleu à partir de l'arrière des yeux. Le croupion, le ventre et les culottes sont bleu verdâtre tandis que les sous-caudales sont jaunes.
Cette espèce présente un léger dimorphisme sexuel : la femelle arborant des marques jaunes sur le dos, absentes chez le mâle.